# Mario Goloboff
Gerardo Mario Goloboff (Carlos Casares, Buenos Aires, 14 de marzo de 1939) es un escritor y docente universitario argentino.

## Biografía
Realizó en la primaria en la  Escuela nº 8, “Avenida Maya” y la secundaria en Colegio Nacional, ambos, establecimientos de su pueblo natal donde vivió hasta los 16 años, momento en el cual se mudó a la ciudad de La Plata para cursar los estudios de Abogacía en la Facultad de Derecho de la UNLP, casa de estudios de la cual se gradúa en 1963 e inmediatamente comienza a estudiar Letras, lo cual era verdaderamente su vocación. 
En 1977 se recibe de Doctor en 3er. Ciclo de Letras de la Universidad de Toulouse II-Le Mirail, Toulouse, Francia. El mismo año se recibe de Doctor de Estado en Letras en La Sorbona, París, Francia.
Publicó sus primeros cuentos en revistas de su pueblo y sus primeros poemas en el diario El Día de La Plata, al tiempo que fue a estudiar Ciencias Jurídicas y Sociales en esa misma ciudad. Terminó la carrera de Abogado y publicó su primer libro de poemas Entre la diáspora y octubre en 1966. Fundó el grupo "Poesía La Plata”, formó parte del Consejo de Administración de la cooperativa "Editorial Hoy en la Cultura”, y del Consejo de Redacción de El escarabajo de Oro, y en 1970 fundó y codirigió con Vicente Battista hasta su cierre (1974) la revista de ficción y pensamiento crítico Nuevos Aires.
En 1973 fue invitado por la Universidad de Toulouse-Le Mirail (Toulouse, Francia) a enseñar civilización y literatura hispanoamericanas, y continuó enseñando en ese país y en otras universidades (París X - Nanterre y Reims) hasta 1999.
En 1976 apareció su primera novela, Caballos por el fondo de los ojos. En 1978, la primera edición de Leer Borges (reeditado y aumentado en 2006). En 1984, publica la primera novela de “La saga de Algarrobos”, Criador de palomas, que se completa, hasta hoy, con La luna que cae (1989), El soñador de Smith (1990) y Comuna Verdad (1995).
En Toulouse, publica en 1982 un libro bilingüe español-francés, con poemas y relatos, titulado Toujours encore (Todavía siempre).
Sus textos de creación han sido traducidos a varias lenguas y especialmente su novela Criador de palomas fue publicada en francés: 'Chronique de la colombe' (1988), en inglés, junto con las tres novelas siguientes de la saga, publicadas todas en un solo tomo bajo el título 'The Algarrobos Quartet' ( 2002), en italiano, 'L’allevatore di colombe' (2010) y está en proceso de edición en la Editorial Arte y Literatura de La Habana, Cuba.
Desde su retorno definitivo a la Argentina, enseña literatura argentina en la Universidad Nacional de La Plata, donde ha sido designado Profesor Extraordinario en la categoría de Consulto. Da seminarios, coordina talleres de escritura, anima actividades literarias y culturales en instituciones públicas y privadas (Biblioteca Nacional, MALBA, Centro Cultural Ricardo Rojas, Complejo Bibliotecario Municipal Palacio López Merino, etc.). 
Acaba de ser electo Miembro de la Comisión Directiva de SADE (Sociedad Argentina de Escritores) para el período 2011-2015. Mantuvo la columna semanal Relecturas en el Suplemento Literario Télam de la Agencia nacional de Noticias Télam.

## Obras

### Novelas
- Caballos por el fondo de los ojos. Barcelona: Planeta, 1976
- Criador de palomas. Buenos Aires: Bruguera, 1984
- La luna que cae. Barcelona: Muchnik Editores, 1989
- El soñador de Smith. Barcelona: Muchnik Editores, 1990
- Comuna Verdad. Barcelona: Anaya/Mario Muchni, 1995

### Ensayos y biografías
- Genio y figura de Roberto Arlt. Buenos Aires: Ed. Huemul, 1978
- Julio Cortázar. La biografía. Barcelona: Seix Barral, 1998, reeditada en 2011
- Elogio de la mentira. (Diez ensayos sobre escritores argentinos) Buenos Aires: Simurg, 2011
- De este lado. (Crónicas de nuestro tiempo) Buenos Aires: Desde la Gente, 2011.
- Aguerridas musas. Córdoba: Alción Editora, 2016

### Poemarios
- Entre la diáspora y octubre. Buenos Aires: Ed. Stilcograf, 1966
- Los versos del hombre pájaro. Buenos Aires: Libros de Tierra Firme, 1994
- El ciervo (y otros poemas). Buenos Aires: El Suri Porfiado Ediciones, 2010.

### Cuentos
- La pasión según San Martín. La Plata: Ediciones Al Margen, 2005
- Recuadros de una exposición. La Plata: Ediciones Al Margen, 2008

Es autor de numerosos trabajos sobre problemas culturales y estéticos, y sobre artistas y escritores argentinos, latinoamericanos y europeos.

### Obras en colaboración
- Felisberto Hernández ante la crítica actual, Caracas, Ed. Monte Avila, 1977.
- Communications de masse en Amérique Latine, París, Ed. du C.N.R.S., 1979.
- Perspectivas de comprensión y de explicación de la narrativa latinoamericana, Bellin-zona, Ed. Casagrande, 1982.
- Littérature latino-américaine d’aujourd’hui. Colloque de Cerisy, PARÍS, Ed. 10/18, 1980.
- Anthology of Latin American Jewish Writing (edited by Roberta Kalechofsky), Marble-head, Massachusetts, Micah Publications, 1980, (Fragmentos de su novela Caballos por el fondo de los ojos, pp. 13-15).
- L’autobiographie dans le monde hispanique, Aix-en-Provence, Université de Provence, 1980. Capítulo: “Macedonio Fernández: autobiografía de un hombre que fingía vivir”, pp. 297-308
- Historia Crítica de la Literatura Hispanoamericana (en colaboración con el profesor Juan Octavio Prenz), Belgrado, Ed. Prosveta, 1982.
- Storia di una iniquità, Génova, Ed. Tilgher, 1982.
- L’ indianité au Pérou, mythe ou réalité?, París, Ed. du C.N.R.S., 1983.
- Le tango. Hommage a Carlos Gardel, Toulouse, Université de Toulouse-Le Mirail-Eché Editeur, 1985. Su contribución: “La ciudad de Borges”, pp. 155-162.
- Pluralismo e identidad. Lo judío en la literatura latinoamericana, Buenos Aires, Ed. Milá, 1986. Su capítulo: “De una lengua impura”,pp. 123-127.
- La selva en el damero (Espacio literario y espacio urbano en América Latina). Coord. Rosalba Campra. Pisa, Giardini Editori, 1989.
- Literatura argentina hoy (Karl Kohut ed.), Frankfurt, Vervuert Ed., 1989.
- Littérature et double culture. Literatura y doble cultura. Actes Noesis. Calaceite, 1989. ISSN 0988-8365. Su capítulo: “Un camino entre múltiples culturas”, pp. 89-96.
- L’exil et le roman hispano-américain actuel, París, América, Cahiers du CRICCAL Nº 7, Publications de la Sorbonne Nouvelle, 1990.
- Literatura e identidad en América Latina, La Garenne-Colombes, Editions de l’ Espace Européen, 1991.
- Les figures de l’autre, Toulouse, Presses Universitaires du Mirail, 1991.
- Macedonio Fernández, Museo de la novela de la eterna, París-Madrid, ALLCA XX-Ediciones UNESCO, Colección Archivos, 1993. (Su contribución: “Liminar: Macedo-nio Fernández, el autor anónimo”, pp. XIX-XXI).
- Tropical Synagogues. Short Stories by Jewish-Latin American Writers (Ilan Stavans, ed.), New York.London, Holmes & Meier, 1994. (Su contribución: “The Passion Ac-cording to San Martín”, pp. 83-89).
- Los grandes temas de la literatura latinoamericana. El cuento. (Selección, prólogo y notas, en colaboración con M. Osvaldo Fernández Díaz). París-Nanterre, Chlorofeuilles Editions, 1996.
- Literaturas del Río de la Plata hoy. De las utopías al desencanto. (Kart Kohut, ed., Frankfurt – Madrid, Vervuert Verlag. Su capítulo: “Aceptar la ficción (Sobre política y narración en algunas novelas contemporáneas)”, pp. 37-43.
- Historia y novela. La ficcionalización de la historia en la narrativa latinoamericana (Maryse Renaud y Fernando Moreno Turner, coords.), U.R.A. 2007 – Littératures La-tino-Américaines. Université de Poitiers-CNRS, 1996. Su capítulo: “La novela de Perón, primeras aproximaciones”, pp. 131-134.
- Oralidad y argentinidad. Estudios sobre la función del lenguaje hablado en la literatura argentina (editado por Walter Bruno Berg y Markus Klaus Schäffauer), Tübingen, Gunter Narr Verlag Tübingen, 1997. (Su capítulo: “¿Oralidad periférica? La presencia de la provincia en la literatura argentina actual”, pp. 51-55).
- Haroldo Conti. Sudeste. Ligados., París-Madrid, ALLCA XX, 1998 (Edición Crítica. Eduardo Romano coord.). (Su contribución: “Concentración y expansión de núcleos poéticos en Sudeste”, pp. 686-692).
- Escrituras del yo. España e Hispanoamérica (coordinación Rosalba Campra- Norbert von Prellwitz), Roma, Bagatto Libri, 1999. (Su capítulo: “La ficción del yo”, pp. 201-213).
- Borges y yo. Diálogo con las letras latinoamericanas, Buenos Aires, Fondo Nacional de las Artes-University of Maryland, 2000. Su contribución: “En Algarrobos <El Zahir> es una novela”, pp. 47-51.
- La aurora y el poniente. Borges (1899-1999), (Fuentes, Manuel y Tovar, Paco editores), Tarragona, Universitat Rovira i Virgili, 2000. Su contribución: “Aspectos de la literatura fantástica en Borges”, en pp. 97-101.
- Souvenirs d’enfance, Caen, LEIA (Laboratoires d’Études Italiennes, Ibériques et Ibéro-Américaines”, de l’Université de Caen, 2000. Su contribución: “El pasajero del olvido”, pp. 131-132.
- Recreando la Cultura juedeoargentina.(Ricardo Feierstein/Stephen A. Sadow, compli-daores), Buenos Aires, Ediciones Milá, 2002. Su capítulo: “Lo judío en mi obra”, pp. 309-310.
- Universos discursivos. Obra de Noé Jitrik. Córdoba, Alción Editora. Universidad de Buenos Aires. Benemérita Universidad Autónoma de Puebla, 2003. (Su capítulo: “La obra de Noé Jitrik en el contexto cultural y político argentino y latinoamericano, pp. 13-32”.
- Recreando la Cultura juedeoargentina. Literatura y artes plásticas. Tomos 1 y 2. Bue-nos Aires, Amia–Mila, 2004. Su capítulo (Tomo 2): “Inmigración, identidad y cultura argentina”, pp. 90-91.
- Historia Crítica de la Literatura Argentina (bajo la dirección de Noé Jitrik). Tomo  9, “El oficio se afirma” (Directora del volumen: Sylvia Saítta), Buenos Aires, Emecé, 2004. (Su capítulo: “Una literatura de puentes y pasajes: Julio Cortázar”, en pp 277-304).
- El libro de las grandes entrevistas,  “Últimos diálogos con Borges”, ñ, Cultura, Clarín, Buenos Aires, 2005, pp..
- Literatura argentina. Identidad y globalización, Gobierno de la Ciudad de Buenos Ai-res, Buenos Aires, 2005. (Su capítulo: “Productividad textual e identidad en Argenti-na”, pp. 33-37)
- El fomento del Libro y la Lectura/7, “Degradación de los lenguajes”, Fundación Mempo Giardinelli, Resistencia, 2005, pp. 77-80.
- Homenaje a Julio Cortázar / 1914-1984, Abbate, Florencia y Ángel, Patricia
- “La innovación cortazariana I”, EUDEBA, Universidad de Buenos Aires, Buenos Ai-res, 2005 , pp. 31-37.
- Historia Crítica de la Literatura Argentina (bajo la dirección de Noé Jitrik). Tomo  8, “Macedonio” (Director del volumen: Roberto Ferro), Buenos Aires, Emecé, 2007. (Su capítulo: “Un uso sabio de la ausencia”, pp. 505-519).
- Hommage à Milagros Ezquerro. Théorie et fiction, México-París, Rilma 2/ADEHL, 2009. Su capítulo: “Cortázar y las ciudades invisibles”, pp. 271-274.
- Cesare Pavese. Oltre il Centenario (a cura di Antonio Catalfamo), Santo Stefano Belbo, I Quaderni del CE.PA.M., 2009. (Su capítulo: “A cien años del nacimiento de Cesare Pavese – A cent’ anni dalla nascita di Cesare Pavese”, pp. 75-82

### Otras obras
- Coordinador de la edición de: Roberto Arlt, Los siete locos - Los lanzallamas (Edición crítica), París-Madrid, ALLCA XX,  Colección Archivos, 2000.
- Antólogo de: La razón ardiente. Antología de escritores víctimas de la dictadura militar (1976-1983), Buenos Aires, COFRA, Ministerio de Relaciones Exteriores, Comercio Exterior y Culto de la República Argentina, 2010.
- Autor de "Julio Cortázar, la biografía", Buenos Aires, Ediciones Continente, 2011. (N° 6 de la colección "Cuadernos de Sudestada", de la revista Sudestada, Buenos Aires, Argentina).

## Director Literario
- Creador y Director de la colección de relatos “El milagro secreto”, de Ediciones Al Margen, de La Plata. 2005 y continúa.

## Curador literario
- Curador literario de la Exposición “Fútbol en el Palais. Artes Visuales y Literatura”. Presidencia de la Nación. Secretaría de Cultura. Palais de Glace. Salas Nacionales de Exposición. Buenos Aires, abril–Mayo de 2004.
- Curador literario de la Exposición “El pulso y la imagen. Escritores argentinos del Siglo XX”. III Congreso de la Lengua Española. Rosario, 17-20 de noviembre de 2004.
- Curador (junto a Patricio Lóizaga) de la muestra “Puig, 15 años después”. New York University. King Juan Carlos I of Spain Center. Centro Cultural Borges y recorrido itinerante. Ciudad de General  Villegas. Julio de 2005.

## Talleres
- Director y Coordinador del Taller de Novela. Biblioteca Nacional. Desde 2003 hasta (falta año de término)

## Distinciones
- Caballero en la Orden de Palmas Académicas, conferido por el Primer Ministro de la República de Francia por sus contribuciones y servicios rendidos a la cultura francesa.
- Miembro del Consejo Asesor de la Cátedra Libre de las Islas Malvinas y el Atlántico Sur. Universidad Nacional de La Plata.
- Miembro del Subcomité de Traducciones del Programa Sur de apoyo a las traducciones. Ministerio de Relaciones Exteriores, Comercio Internacional y Culto de la República Argentina.
- Miembro de la delegación argentina de escritores a la Feria del Libro de Frankfurt 2009.
- Miembro de la delegación argentina de escritores a la Feria del Libro de Frankfurt 2010. Argentina País Invitado de Honor.